# هرتز کورپوریشن

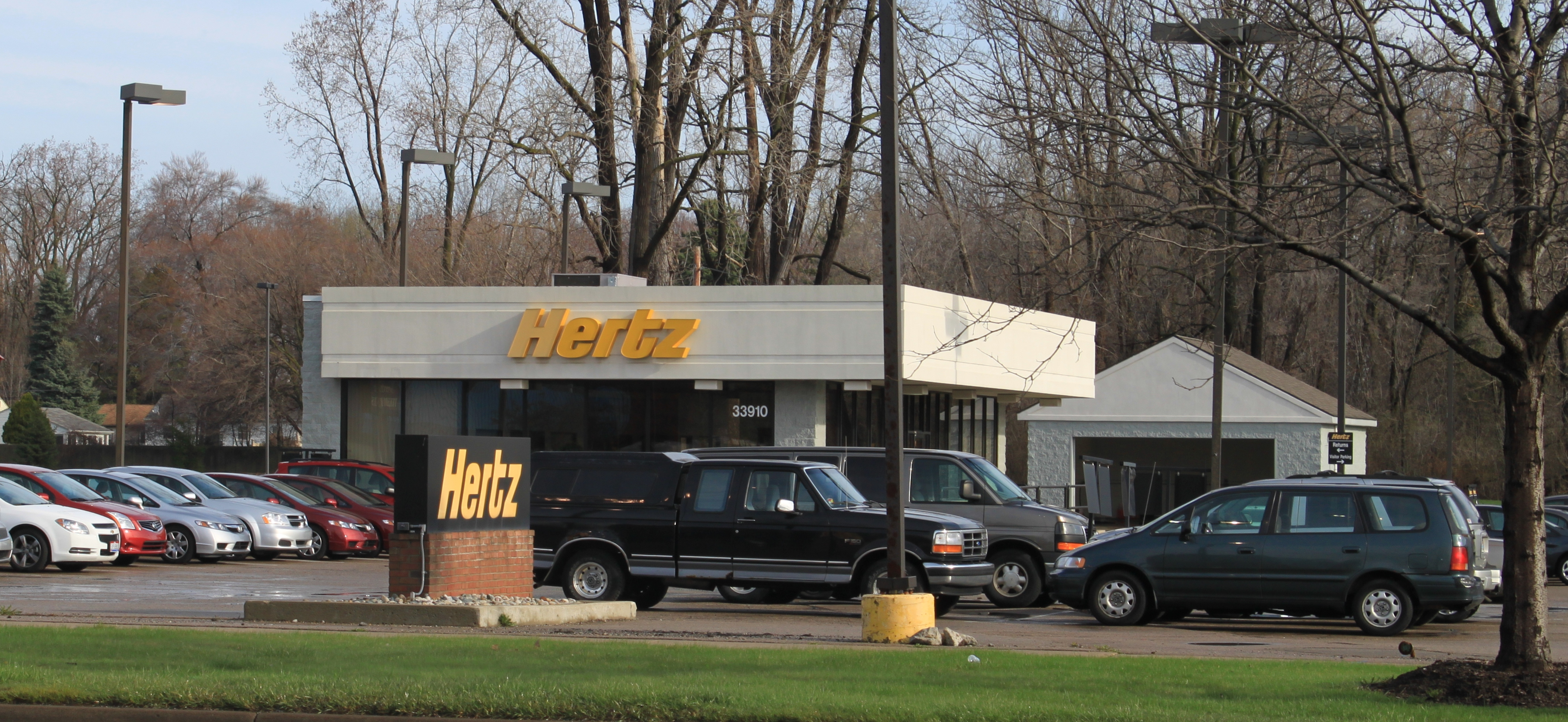
یکی از دفاتر اجاره خودرو هرتز، در لیوونیا، میشیگان

هرتز کورپوریشن (به انگلیسی: Hertz Corporation) شرکت اجاره و لیزینگ خودرو آمریکایی است، که مالک شبکه گسترده‌ای از مراکز و بنگاه‌های کرایه خودرو در ۱۴۵ کشور جهان می‌باشد.
ریشه‌های تأسیس شرکت هرتز به سال ۱۹۱۸ بازمی‌گردد، که مایکل ال. جیکوبز با خریداری چند دستگاه خودرو فورد مدل تی عملیات اجاره خودرو را در شیکاگو آغاز نمود. در سال ۱۹۲۳ جان دی. هرتز این شرکت را از جیکوبز خریداری کرد و نام آن را به شرکت هرتز، تغییر داد.
در ماه سپتامبر ۲۰۰۵ کلیه سهام هرتز به ارزش ۱۵ میلیارد دلار آمریکا، به سه شرکت کارلایل گروپ، کلیتون دوبیلیر اند رایس و مریل لینچ فروخته شد.
دفتر مرکزی این شرکت در شهر پارک ریج، نیوجرسی، ایالات متحده آمریکا قرار دارد و سهام آن (NYSE: HTZ) در بازار بورس نیویورک معامله می‌شود.